# 沼田恵範
沼田 恵範（ぬまた えはん、1897年4月12日 - 1994年5月5日）は、宗教家、仏教伝道者。実業家、「ミツトヨ」創業者。

## 生涯
広島県賀茂郡志和町（現・東広島市志和町）の浄土真宗本願寺派・浄蓮寺の三男に生まれ、京都平安中学（現・平安高等学校）に学ぶ。卒業後、本山である西本願寺から派遣され1915年、仏教布教のため19歳で渡米。ハリウッド・ハイスクールとカリフォルニア大学バークレー校（UCB）で数学を4年、さらに同校大学院で経済学（統計経済、景気変動学）を学ぶ。「今でこそ日米は平等に扱われているが、当時は日本人は犬猫のようだった」と奮起、学業と平行して米国人に仏教文化を伝えたいと英文雑誌「ザ・パシフイック・ワールド」を創刊。資金はカリフォルニア州在住の日本人や、知日派の米国人から集め、仏教を説くものでなく、まず日本と東洋文化の紹介を主にした。だが2年後に資金が行きづまり、西本願寺や渋沢栄一らから援助を受けたものの結局4年で発行停止に追い込まれた。「理想だけではうまくいかない。仏教を広めるためには資金が必要だ」と痛感した。1928年、31歳でUCB大学院を修了、欧米を歴訪して1930年、33歳で帰国した。
帰国後の祖国は昭和恐慌で荒廃が広がっていた。新設まもない内閣資源局に統計官として処遇された。しかし1936年、39歳の時、高級官僚の地位を捨て起業。当時海軍が国費をかけても開発出来なかったマイクロメータに着目、「人を押しのけるのが嫌で誰にも迷惑がかからない」という理由でこれを選んだ。大田区蒲田に創業した三豊製作所（現・ミツトヨ）で優秀な技術者、海外から優秀な機械を集めてマイクロメータの国産化に成功。より高い精度が求められる測定工具のため、その開発に3年を要し、ようやく完成した1号機100個のうち17個だけを残して床下に埋めたという逸話が語り継がれている。会社は陸軍に採用されたのを機に急成長、精密機械を扱う日本のほぼ全メーカーに採用され戦後、日本の高度成長期とともに大きく飛躍、国内90％以上、世界でも40％以上のシェアを占める総合精密測定機器の大会社に発展した。「メイド・イン・ジャパン」の名を世界に広めた高品質の大量生産システムは「ミツトヨ」の精度に支えられたとも言われた。
1965年、仏教伝道協会を創設。私財を投じ仏教の伝道に尽力。仏教聖典を世界中のホテルに頒布し現在、各国語に翻訳された『仏教聖典』が『聖書』と並び世界56ヶ国、10000店以上で置かれ配布総数は700万部にものぼる。また仏教の原典『大蔵経』の英訳を発願、仏教伝道文化賞の設立、ワシントンD.C.など全米各都市に仏教寺院を開設、バークレー仏教翻訳センターの開設やハーバード大学など主要大学に仏教講座を開講、ドイツデュッセルドルフ「恵光」日本文化センターの建設、龍谷大学、武蔵野大学に沼田奨学金を開設するなど国内外の仏教普及・仏教徒交流に多大な業績を残した。1988年には出身校でもあるUCLAの総長より、日米文化交流尽力の功績で特別表彰を受けている。その他、1954年通産大臣表彰、1965年藍綬褒章。1967年勲四等旭日小綬章、1989年ハワイ大学人道学名誉博士号・ハワイ人間州宝、1991年龍谷大学名誉博士号など多くの賞を受けた。
1967年会長、昭和60年1985年取締相談役となり三人の息子に後を譲り1994年没。
「ミツトヨ」は1992年、バブル景気の崩壊もあって初めて赤字に転落。その後紆余曲折あったが、2005年現在も国内外で売り上げに関しては1000億円近くとシェアは保っている。

## 家族
- 父・沼田恵生[1]
- 妻・倭文子（1908年生） ‐ 富士製紙常務・色川誠一の娘。誠一は島田蕃根を助けて『大蔵経』の活版印刷による出版に尽力した人物でもあった[2]。誠一の伯父に色川三中。倭文子の甥に色川武大がいる。[1]
- 嗣子・沼田智秀（1932-2017） ‐ ミツトヨ社長、仏教伝道協会会長。早稲田大学卒。[1]
- 男・沼田惠照 ‐ ミツトヨ社長。東京大学工学部精密工学科卒。
- 孫・沼田恵明（1965年生） ‐智秀の長男。ミツトヨ社長。米国ノースカロライナ大学卒、リコーを経て1998年ミツトヨ入社。

## 書籍
- 大住広人「賢者の一燈―沼田恵範の初心」佼成出版社 2005年 ISBN 978-4333021338